# Cereopsius nigrofasciatus
Cereopsius nigrofasciatus är en skalbaggsart som beskrevs av Aurivillius 1913. Cereopsius nigrofasciatus ingår i släktet Cereopsius och familjen långhorningar.
Artens utbredningsområde är Sarawak. Inga underarter finns listade i Catalogue of Life.